# Жданов (Черниговская область)
Жда́нов (укр. Жданів) – село, расположенное на территории Борзнянского района Черниговской области (Украина).
Население составляет 46 жителей (2006 год).
Село Жданов находится примерно в 28 км к западу от центра города Борзна. Средняя высота населённого пункта — 123 м над уровнем моря. Село находится в зоне умеренно континентального климата.
Национальный состав представлен преимущественно украинцами, конфессиональный состав — христианами.